# Indre (Loire-Atlantique)
Indre település Franciaországban, Loire-Atlantique megyében. Lakosainak száma 4172 fő (2022. január 1.). Indre Couëron, Bouguenais, La Montagne, Saint-Herblain és Saint-Jean-de-Boiseau községekkel határos.

## Népesség
A település népességének változása:
| Lakosok száma | 4286 | 3513 | 3262 | 3688 | 4104 | 3935 | 3969 | 4040 | 4087 | 4172 |
|               | 1968 | 1982 | 1990 | 2006 | 2013 | 2015 | 2017 | 2019 | 2020 | 2022 |